# Trioceros kinangopensis
Espèce
Statut de conservation UICN

 NT  : Quasi menacé
Trioceros kinangopensis est une espèce de sauriens de la famille des Chamaeleonidae.

## Répartition
Cette espèce est endémique du Kenya. Elle se rencontre entre 3 500 et 3 600 m d'altitude dans les monts Aberdare.

## Étymologie
Son nom d'espèce, composé de kinangop et du suffixe latin -ensis, « qui vit dans, qui habite », lui a été donné en référence au lieu de sa découverte, le mont Kinangop.

## Publication originale
- Stipala, Lutzmann, Malonza, Wilkinson, Godley, Nyamache & Evans, 2012 : A new species of chameleon (Squamata: Chamaeleonidae) from the Aberdare Mountains in the central highlands of Kenya. Zootaxa, n. 3391, p. 1–22.